# Section (militaire)
Pour les articles homonymes, voir Section.
Une section est une unité militaire de petite taille dans quelques armées. Dans plusieurs armées, elle est composée de sept à douze soldats et est une sous-division d'un peloton équivalent à un groupe de combat. Cependant, en France et en Suisse, la section est une sous-division de la compagnie équivalente au peloton.

## Australie
Dans l'infanterie australienne, une section est composée de huit soldats divisés en deux fireteams de quatre soldats.

## Canada
Dans le Commandement de la Force terrestre des Forces canadiennes, la section est une unité composée de dix hommes basée sur le modèle britannique à l'exception qu'elle est commandée par un sergent avec un caporal-chef en tant que commandant adjoint.

## France
Dans l'Armée de terre française, une section est une sous-division de la compagnie composée d'une quarantaine d'hommes dans les armes à pied traditionnelles comme l'infanterie et le génie militaire. Pour les armes montées à cheval traditionnelles comme les blindés, la sous-division d'un escadron est un peloton. L'équivalent français de la section sous le modèle britannique est appelé groupe de combat.

### Organisation entre 1999 et 2010 d'une section de combat et prévisions

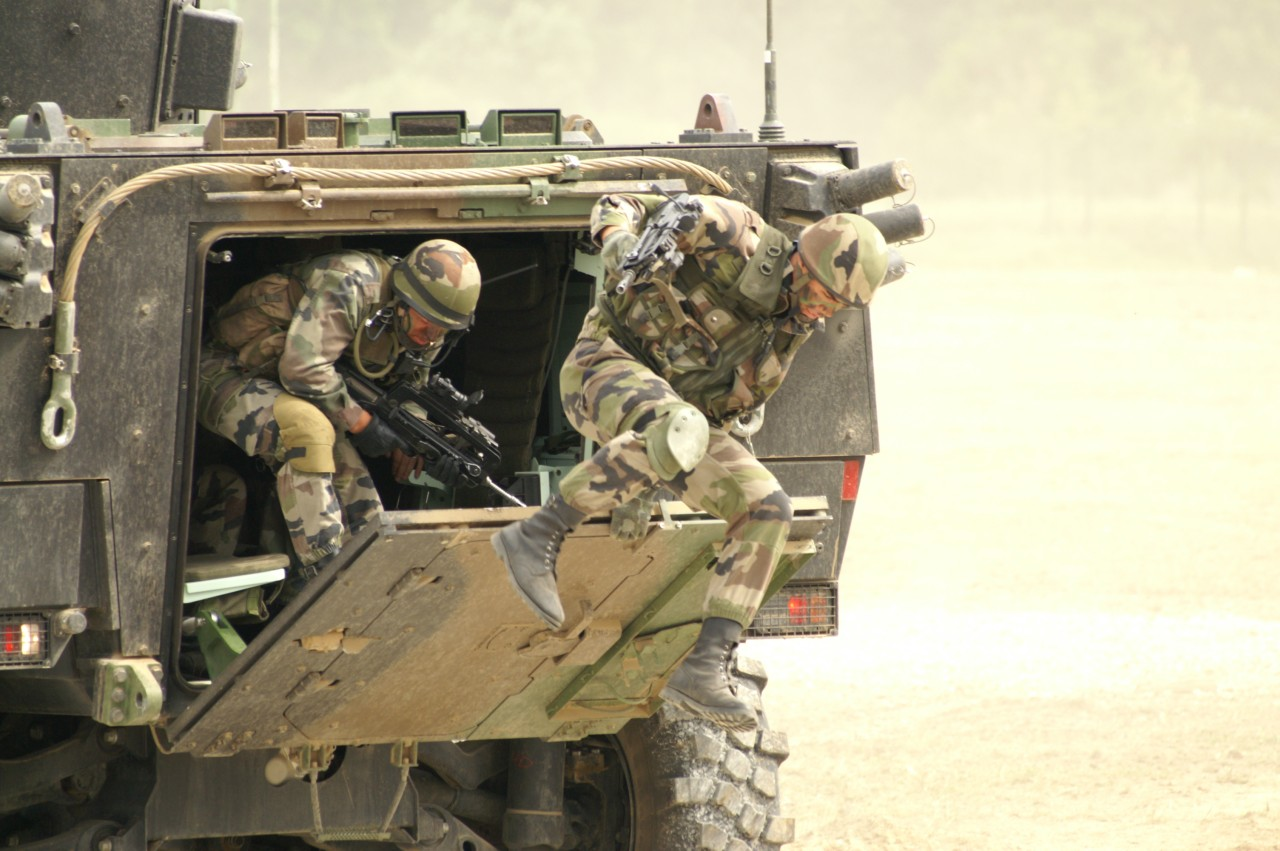
Débarquement d'un VBCI en 2006 pour les tests du fantassin à équipements et liaisons intégrés.

L'organisation théorique INF202, approuvée le 18 juin 1999, d'une section de combat française prévoit 39 personnes réparties comme suit :
- 1 groupe de commandement (5 hommes) :
  - 1 chef de section (lieutenant) ;
  - 1 opérateur radio ;
  - 1 sous-officier adjoint ;
  - 2 tireurs de précision.

- 1 groupe d'appui (5 hommes) :
  - 1 chef de groupe ;
  - 2 tireurs Eryx ;
  - 2 pourvoyeurs-aides servant Eryx.

- 3 groupes de combat (21 hommes) :
  - 1 chef de groupe ;
  - 2 chefs d'équipe (300 m et 600 m) ;
  - 4 grenadiers-voltigeurs.

- 4 équipages d'engins blindés (8 hommes):
  - 1 radio tireur (dont généralement un ou deux sergents) ;
  - 1 conducteur.

Les effectifs de la section se répartissent dans quatre véhicules (VAB ou VBCI) comme suit :
- chaque groupe de combat dans un véhicule ;
- le groupe d'appui dans un véhicule spécialement aménagé pour l'emport de missiles Eryx ;
- les cinq personnels du groupe de commandement sont répartis dans les 3 véhicules des groupes de combat :
  - 1 véhicule avec le chef de section (CDS) et son radio ;
  - 1 véhicule avec le sous-officier adjoint (SOA) et un tireur de précision ;
  - 1 véhicule avec le second tireur de précision.

Ce qui donne finalement le plan d'embarquement théorique suivant :
- 1 véhicule avec 7 personnels pour le groupe Eryx ;
- 1 véhicule "du CDS" avec 11 personnels ;
- 1 véhicule "du SOA" avec 11 personnels ;
- 1 véhicule avec 10 personnels.

La dotation organique en armes de la section est :
- Pour le groupe de combat, réparti en 2 équipes :
  - L'équipe 300 m ("équipe choc" dans les années 1960-70) :
    - 1 chef d'équipe avec Famas ;
    - 2 grenadiers-voltigeurs avec Famas et AT4 ;

  - L'équipe 600 m ("équipe feu" dans les années 1960-70) :
    - 1 chef d'équipe avec Famas ;
    - 1 grenadier-voltigeur avec FN Minimi ;
    - 1 grenadier-voltigeur avec lance-grenades individuel et Famas.

- pour le groupe appui :
  - chef de groupe avec Famas ;
  - 2 équipes avec chacune :
    - 1 tireur (Famas et poste de tir Eryx) ;
    - 1 pourvoyeur (Famas et munitions Eryx).

### Organisation à partir de 2015 dans le cadre du programme "au contact"
Fin 2015, on envisage la configuration suivante dans le cadre du programme Au contact pour une compagnie d'infanterie de 174 personnels :
- Une section de commandement avec 19 personnels,
- Une section d'appui de 35 personnels (avec deux mortiers de 81 mm et deux postes de tir AKERON MP antichar),
- Trois sections de combat d'infanterie (de 40 personnels chacune) articulées en 5 groupes :
  - Un groupe de commandement de 3 personnes :
    - Chef de Section
    - Adjoint
    - Radio

  - Un groupe d'appui de 7 personnes :
    - Chef de groupe
    - Deux postes de tir Eryx (puis lance-roquettes de nouvelle génération), chacun composé d'un tireur et d'un pourvoyeur
    - Deux secouristes

  - Trois groupes de combat de 10 soldats se composant chacun :
    - Chef de groupe accompagné d'un tireur de précision
    - Un VBCI ou VBMR avec un pilote et un tireur servant le canon du véhicule
    - Trois combattants, équipe Alpha
    - Trois combattants, équipe Bravo[2].

## Royaume-Uni
Dans l'armée britannique, une section est composée de huit soldats et est commandée par un caporal avec un lance-caporal en tant que commandant. Trois sections forment un peloton. En guerre traditionnelle, la section est divisée en deux fireteams de quatre soldats appelées « Charlie » et « Delta » commandée respectivement par le caporal et le lance-caporal.

## Russie
La section d’infanterie mécanisée/motorisée débarquée de l'armée de terre russe se compose, au début des années 2020, de trois véhicules BMP-2, BMP-3 ou BTR-80/82 et 29 hommes dont 23 sont débarqués. Le commandement est réduit à un lieutenant et un sous-officier adjoint.
Chacun des trois petits groupes débarqués est composé d’un sergent et de trois binômes (mitrailleur PKM et assistant, grenadier et assistant, deux fusiliers).
Les véhicules sont remplis à plein. La faible contenance fait que le chef de section et l’adjoint doivent s’ajouter aux groupes comme chefs de bord. La section se reconstitue en débarquant.
Le groupe de combat russe ne manœuvre pas. Les trois chefs de groupe de la section (dont deux n’étant pas chefs de bord découvrent ce qui se passe en débarquant) ne sont pas formés pour agir de manière autonome. Le groupe n’est pas articulé pour manœuvrer. C’est la section seule qui manœuvre sous les ordres d’un lieutenant qui n’a pas d’opérateur radio et doit gérer (avec le SOA) le commandement de trois groupes et trois véhicules, avec le réseau radio dans les oreilles.